# Lucius Licinius Murena (praetor 88 f.Kr.)
Lucius Licinius Murena den äldre var en romersk militär. Han var far till Lucius Licinius Murena den yngre.
Lucius Murena deltog som Sullas legat i kriget mot Mithridates VI Eupator, och kvarlämnades av Sulla som proprætor i provinsen Asia, började på eget bevåg kriget på nytt men utan framgång och återkallades av Sulla.